# UNCOPE
UNCOPE är ett diagnosverktyg som används för att utvärdera risken för olika typer av beroende. Verktyget togs fram av Norman G. Hoffmann och hans kollegor 1999. UNCOPE är ett screeningverktyg som tagits fram för att hitta människor som är i riskzonen för ett beroende och ska alltså inte användas för att utvärdera människor som bevisligen befinner sig i riskzonen. Bokstäverna står för olika delar av ett beroende som täcks in med varsin fråga.

## Frågor
U= Unplanned use 

Har Du under det senaste året någonsin druckit mer alkohol eller använt mer droger än Du tänkt Dig?
N= Neglect 

Har Du någonsin försummat några av Dina plikter p.g.a. alkohol eller drogbruk?
C= Cut Down

Har Du under senaste året känt att du vill eller behöver skära ner på Ditt drickande eller drogbruk?
O= Objections

Har någon, till exempel familj, vänner, arbetskamrater, klagat på Ditt drickande eller drogbruk?
P= Preoccupation

Har Du någonsin varit helt upptagen av tankar på när Du skall få dricka eller använda droger igen?
E= Emotional discomfort

Har Du någonsin använt alkohol eller droger för att lindra känslomässigt obehag såsom nedstämdhet, ilska eller tristess?
Med två eller flera positiva svar är sensitiviteten för beroende i en klinisk population för alkohol, kokain och marijuana 93 respektive 94 respektive 82 %. Sensitivitet definieras här som den säkerhet med vilken ett instrument utpekar det som det ska utpeka, det vill säga om ett test utpekar 90 av 100 alkoholister är sensitiviteten 90 %. Specificiteten är 97, 99 respektive 97 %. Specificitet avser här den säkerhet med vilken ett instrument inte utpekar det som det inte ska utpeka, det vill säga om ett test identifierar 10 av 100 icke-alkoholister som alkoholister är specificiteten 90 procent. De övriga 10 procenten utgör så kallade ”falska positiva”.